# アリッサ・ワパナータ
アリッサ・ワパナータ　（Alyssa Wapanatâhk、別名アリッサ・アルック、1998年1月15日生まれ）は、カナダの女優、モデル、映画監督、脚本家。『ピーター・パン&ウェンディ』のタイガーリリー役で知られる。

## 来歴・人物
アルバータ州フォート・マクマリーで生まれ、アルバータ州コンクリンで育った。ビッグストーン・クリー先住民族の一員である。
2018年にテレビの短編映画で演技のキャリアをスタートした。『ピーター・パン＆ウェンディ』と『ロボ・ゲーム』での役でよく知られている。
アニメ映画『ピーター・パン』を翻案した実写映画作品『ピーター・パン＆ウェンディ』でアリッサは主人公の一人であるタイガーリリー役を演じ、クリー族文化を作中に取り入れるために、デヴィッド・ロウリー監督から協力を求められた。
既婚者であり、夫と娘がいる。

## 主な出演作品
| 公開年 | 邦題 原題                                                    | 役名                                                 | 備考           |
| ------ | ------------------------------------------------------------ | ---------------------------------------------------- | -------------- |
| 2018   | Pookmis                                                      | サム (アリッサ・アルック名義)                        | 短編           |
| 2018   | ロボ・ゲームス Robo Games                                    | アリッサ・アルック                                   | 短編           |
| 2018   | ピュア・ラブ Pure Love                                       | アリッサ・アルック                                   | 短編           |
| 2018   | The Turning Point                                            | アリッサ (アリッサ・アルック名義)                    | 短編           |
| 2019   | スワンソング Swansong                                        | ゾーイ (アリッサ・アルック名義)                      | 短編           |
| 2019   | Napes Kasêkipatwât - The Boy & The Braid                     |                                                      | 監督兼脚本     |
| 2022   | ボーンズオブクロウズ Bones of Crows                          | パーシヴィアランス・スピアーズ (Perseverance Spears) | TVミニシリーズ |
| 2022   | リハブ Rehab                                                 | クロエ・カーディナル (Chloe Cardinal)                |                |
| 2023   | ピーター・パン&ウェンディ Peter Pan & Wendy                  | タイガー・リリー (Tiger Lily)                        |                |
| 2023   | ボーンズオブクロウズ:ザ・シリーズ Bones of Crows: The Series | パーシヴィアランス・スピアーズ (Perseverance Spears) | TVミニシリーズ |
| 2023   | リバーデイル Riverdale                                       | Lizzo                                                | TVシリーズ     |